# Auguste Vinson
Jean-Dominique-Philippe-Auguste Vinson (* 4. August 1819 in Sainte-Suzanne; † 27. August 1903 in Saint-Denis) war ein französischer Arzt, Dichter und Naturforscher von Réunion.

## Leben
Vinson war der Sohn von François-Auguste Vinson (1791–1851) und seiner Frau Marie-Gertrude-Adélaïde Ducastaing. Sein Vater war Arzt, Politiker und Freikirchler. Vinson begann seine Schulausbildung in Saint-Denis und setzte sie in Nantes fort. Anschließend beschloss er, Medizin zu studieren und schrieb sich an der Fakultät für Chirurgie an der Sorbonne ein, wo er ein Schüler von Alfred Armand Velpeau wurde. In Paris heiratete er Mademoiselle Leclerc de Boulers, die Tochter eines Generals. Er kehrte mit seiner Frau nach Réunion zurück, wo er in Saint-Denis als Arzt praktizierte. 1862 ernannte ihn die Zentralregierung zum Mitglied der französischen Delegation, die von Napoleon III. zur Krönung von König Radama II. nach Madagaskar entsandt wurde. Diesen Aufenthalt nutzte Vinson, um Studien über die Fauna und Flora der Insel durchzuführen. 1863 wurde er mit dem Großkreuz der Ehrenlegion ausgezeichnet. Unter dem Vorsitz von Édouard Drouyn de Lhuys wurde er zum Mitglied der Société d’Acclimatation sowie zum korrespondierenden Mitglied der Académie des sciences ernannt. Vinson galt als einer der federführenden Köpfe bei der Kultivierung der Chinarindenbäume (Cinchona) auf Réunion.
Vinson schrieb Gedichte über den Cirque de Salazie, Mazeppa, den Piton d’Anchaing sowie wissenschaftliche Werke, darunter über die Echten Radnetzspinnen (Araneidae) von Madagaskar, Réunion und Mauritius. In einer Schrift von 1868 stellte Vinson fest, dass der ausgestorbene Hopfstar (Fregilupus varius) auf die Insel Réunion beschränkt war, und führte den Namen Fregilipus borbonicus ein, der sich auf den früheren Namen der Insel bezieht. Vinson starb am 27. August 1903 im Alter von 84 Jahren in Saint-Denis. 1896 hatte er mit den Vorbereitungsarbeiten zu einem Buch über die Flora Réunions begonnen.
Sein Enkel Jean Vinson (1906–1966) war ein bekannter Entomologe von Mauritius.

## Schriften (Auswahl)
- Aranéides des ’îles La Réunion, Maurice et Madagascar, avec 14 planches contenant 118 figures dessinées d’aprés nature, 1863
- Voyage à Madagascar au couronnement de Radama II, 1865
- Mémoire sur les essais d’acclimatation des arbres à quinquina à l’île de la Réunion, 1875
- Faune détruite. Les Aepiornidés et les Huppes de l’île Bourbon In: Bulletin Hebdomadaire de l’Association Scientifique de France 20, 1877, S. 327–331
- Salazie; ou, Le piton d’Anchaine, légende créole, 1888.
- Notes publiées par le Docteur Auguste Vinson, sur la Flore de l’île de la Réunion, 1896